# Якобсталь, Иоганн Эдуард
Иоганн Эдуард Якобсталь (нем. Johann Eduard Jacobsthal; 1839—1902) — немецкий архитектор и педагог.

## Биография
Иоганн Эдуард Якобсталь родился 17 сентября 1839 года в Прусском Штаргарде (ныне Старогард-Гданьский, Польша). Учился в Данцигской академии художеств и в Берлинской строительной академии и затем работал в мастерской Штюрмера. 

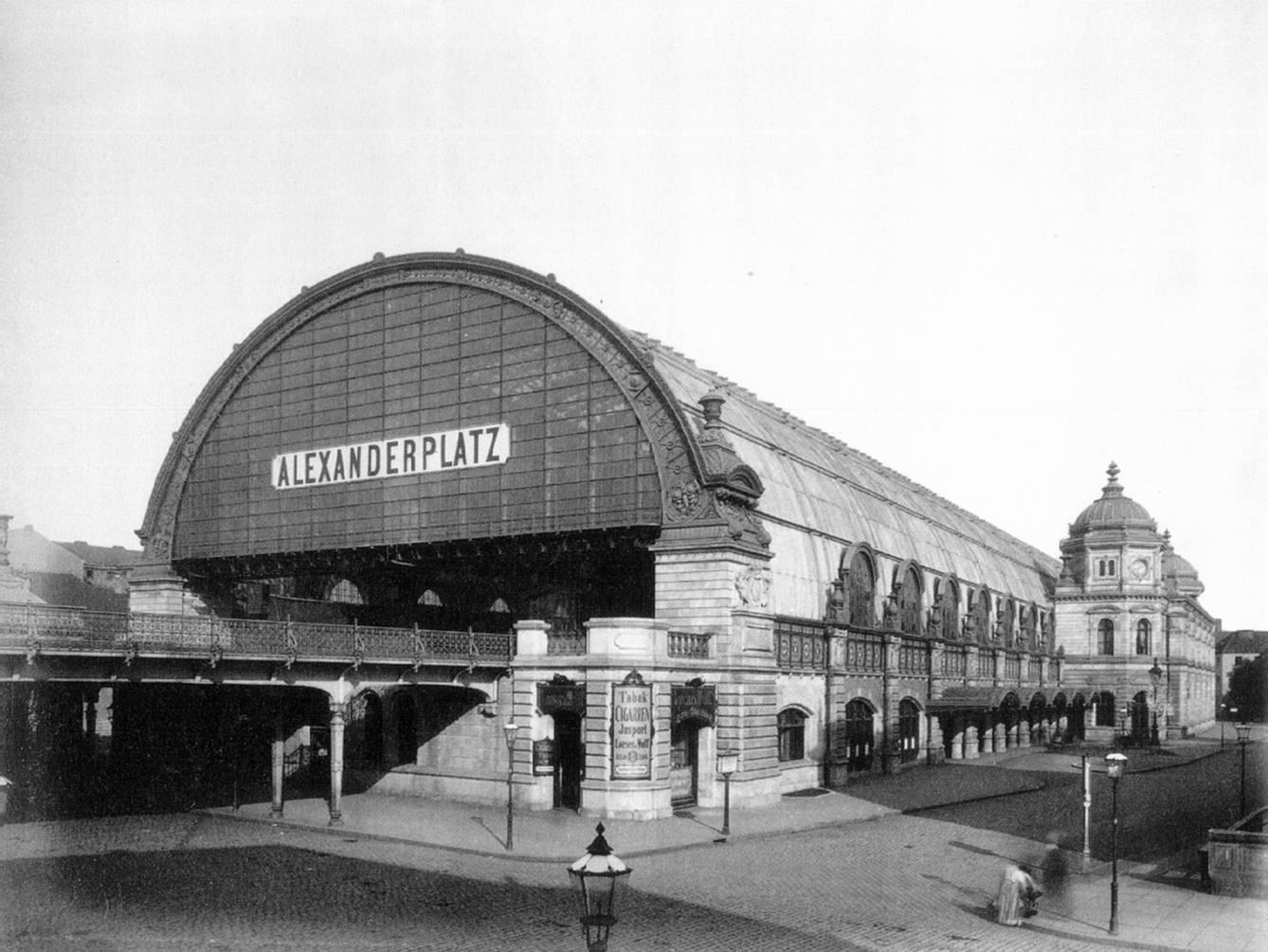
Берлин-Александерплац (1885)

В 1864 году совершил поездку во Францию и Италию, в 1866 году успешно выдержал в Берлине экзамен на звание архитектора, в 1870—1871 гг. участвовал в сооружении в столице Германии «Победного памятника» (по проекту Штрака).
С 1868 по 1872 год Иоганн Эдуард Якобсталь работал преподавателем при немецком музее промышленности, а в 1870—1876 гг. преподавал в Берлинском художественном училище. 
Без отрыва от педагогической деятельности, с целью изучения памятников архитектуры, Якобсталь предпринимал путешествия в Данию (1872 год), в Англию (1874 год), и в Италию (1875 год). 
Важнейшие из его построек — железнодорожные вокзалы в Меце, Страсбурге и Берлине; но он составил себе известность не столько ими, сколько введением в немецкие художественные училища рациональной системы преподавания орнаментики и изданием пособия «Грамматика орнамента» (140 стенных таблиц с объяснительным текстом, 2 изд. 1879 год). В Российской империи по проекту Якобсталя были построены лютеранские кирхи в немецких колониях Цюрих и Гнадентау.
Иоганн Эдуард Якобсталь умер 1 января 1902 года в Шарлоттенбурге.